# Бердыбаев, Онгарбек Бердыбаевич
Онгарбек Бердыбаевич Бердыбаев (каз. Оңғарбек Бердібаев, 7 ноября 1911, Томенарык, Перовский уезд, Сырдарьинская область — 7 января 1971, Алма-Ата, СССР) — учёный, доктор медицинских наук (1955), профессор, заслуженный деятель науки Казахстана.

## Биография
Окончил Казахский государственный медицинский институт (1937).
В 1941—1945 годах — полковой врач 8-й гвардейской дивизии им. И. В. Панфилова, командир медсанбата, начальник армейского и фронтового госпиталей (1-й Белорусский фронт).
С 1946 по 1952 годы — заместитель директора по научной работе Института краевой патологии АН КазССР, в 1952—1958 годах — директор Научно-исследовательского кожно-венерологического института, в 1958—1971 годах — заведующий кафедрой Алматинского медицинского института.
Основоположник научной школы дерматомикологов Казахстана. Награжден орденами Красной звезды и Отечественной войны 2-й степени.
Умер 7 января 1971 года в городе Алма-Аты на 60-м году жизни. Похоронен на Центральном кладбище Алма-Аты.

## Научные работы
- Грибковые заболевания в Казахстане. — Алма-Ата, 1958.